# James Beadle
James Giles Beadle (Londra, 16 luglio 2004) è un calciatore inglese, portiere del Birmingham City in prestito dal Brighton.

## Carriera

### Club
È cresciuto nel settore giovanile del Charlton, club che ha lasciato nel 2022 per unirsi al Brighton.
Il 18 gennaio 2023 è stato ceduto in prestito al Crewe Alexandra ed il 21 febbraio ha debuttato nel calcio professionistico nell'incontro di Football League Two pareggiato 0-0 contro il Walsall. Il 23 giugno seguente è passato in prestito all'Oxford Utd ma nel mercato invernale del 2024 è stato richiamato dai Seagulls  ed è passato, sempre in prestito, allo Sheffield Weds dove si è subito imposto come portiere titolare. Il 4 luglio 2024 è tornato allo Sheffield per un'ulteriore stagione. Il 2 luglio 2025 passa in prestito al Birmingham City.

### Nazionale
Ha giocato nelle nazionali giovanili inglesi Under-15, Under-16, Under-17, Under-18 ed Under-20.
Il 10 maggio 2023 è stato convocato dalla nazionale Under-20 per partecipare al Campionato mondiale di calcio Under-20 2023; successivamente ha giocato anche con l'Under-21.

## Statistiche

### Presenze e reti nei club
Statistiche aggiornate al 16 marzo 2025.
| Stagione                   | Squadra                    | Campionato                 | Campionato | Campionato | Coppe nazionali | Coppe nazionali | Coppe nazionali | Coppe continentali | Coppe continentali | Coppe continentali | Altre coppe | Altre coppe | Altre coppe | Totale | Totale |
| Stagione                   | Squadra                    | Comp                       | Pres       | Reti       | Comp            | Pres            | Reti            | Comp               | Pres               | Reti               | Comp        | Pres        | Reti        | Pres   | Reti   |
| -------------------------- | -------------------------- | -------------------------- | ---------- | ---------- | --------------- | --------------- | --------------- | ------------------ | ------------------ | ------------------ | ----------- | ----------- | ----------- | ------ | ------ |
| gen.-giu. 2023             | Crewe Alexandra            | FL2                        | 9          | -11        | FACup+CdL       | 0               | 0               | -                  | -                  | -                  | FLT         | 0           | 0           | 9      | -11    |
| 2023-gen. 2024             | Oxford Utd                 | FL1                        | 25         | -29        | FACup+CdL       | 1+1             | 0 + -5          | -                  | -                  | -                  | FLT         | 1           | 0           | 28     | -34    |
| gen.-giu. 2024             | Sheffield Weds             | FLC                        | 19         | -24        | FACup+CdL       | 0               | 0               | -                  | -                  | -                  | -           | -           | -           | 19     | -24    |
| 2024-2025                  | Sheffield Weds             | FLC                        | 38         | -59        | FACup+CdL       | 0               | 0               | -                  | -                  | -                  | -           | -           | -           | 38     | -59    |
| Totale Sheffield Wednesday | Totale Sheffield Wednesday | Totale Sheffield Wednesday | 57         | -83        |                 | 0               | 0               |                    | -                  | -                  |             | -           | -           | 57     | -83    |
| Totale carriera            | Totale carriera            | Totale carriera            | 91         | -123       |                 | 2               | -5              |                    | -                  | -                  |             | 1           | 0           | 94     | -128   |

## Palmarès

### Nazionale
- Campionato d'Europa Under-21: 1

Slovacchia 2025